# Tây Bình, Trú Mã Điếm
Tây Bình (chữ Hán giản thể: 西平县, Hán Việt: Tây Bình huyện) là một huyện của địa cấp thị Trú Mã Điếm, tỉnh Hà Nam, Cộng hòa Nhân dân Trung Hoa. Huyện này có diện tích 1089,77 km2, dân số năm 2002 là 830.000 triệu người. Tây Bình giáp Tháp Hà về phía bắc, phía nam giáp Toại Bình. Huyện này được chia ra thành các đơn vị hành chính gồm 5 trấn, 13 hương. 
- Trấn: Bách Thành, Xuất Sơn, Sư Linh, Quyền Trại, Ngũ Cấu Doanh.
- Hương: Hoàn Thành, Đàm Điếm, Nhị Lang, hương dân tộc Hồi Thái Trại, Chuyên Thám, Dương Trang, Lư Miếu, Tửu Điếm, Lữ Điếm, Tống Tập, Nhân Hoà, Trọng Cừ, Bồn Nghiêu, Tiêu Trang.